# 코르셋 (영화)
《코르셋》은 1996년에 개봉한 대한민국의 로맨틱 코미디 영화이다. 정병각 감독의 장편 데뷔 영화로 김승우, 이혜은, 이경영이 출연하였다. 서울시에서 11만 관객을 동원하였다.

## 캐스팅
- 이혜은 : 공선주 역
- 이경영 : 한상우 역
- 김승우 : 강이환 역
- 서혜린 : 서미숙 역
- 문수진 : 장수인 역
- 명계남 : 박 상무 역
- 박광정 : 물차배달부 역
- 양희경 : 공혜주 역
- 주종휘 : 형부 역
- 손승희 : 상미 역
- 엄춘배 : 취객 역
- 송보연 : 후배 역
- 윤성훈

## 수상
| 연도 | 상                          | 부문       | 수상자 및 후보 | 결과 |
| ---- | --------------------------- | ---------- | -------------- | ---- |
| 1995 | 제33회 대종상               | 신인각본상 | 최문희         | 수상 |
| 1996 | 제17회 청룡영화상           | 각본상     | 최문희         | 수상 |
| 1996 | 제17회 청룡영화상           | 여자신인상 | 이혜은         | 수상 |
| 1997 | 제17회 한국영화평론가협회상 | 신인연기상 | 이혜은         | 수상 |

## 흥행 순위
|  | 1996년도 한국영화 흥행순위 TOP 10 (서울 관람객 기준) |

| 순위 | 영화 제목        | 관객수(명) | 개봉일     | 비고 |
| ---- | ---------------- | ---------- | ---------- | ---- |
| 1    | 투캅스 2         | 636,047    | 1996.04.27 |      |
| 2    | 은행나무 침대    | 452,580    | 1996.02.17 |      |
| 3    | 꽃잎             | 213,979    | 1996.04.05 |      |
| 4    | 귀천도           | 200,570    | 1996.10.12 |      |
| 5    | 박봉곤 가출 사건 | 170,328    | 1996.09.21 |      |
| 6    | 돈을 갖고 튀어라 | 167,108    | 1995.12.16 |      |
| 7    | 리허설           | 160,141    | 1995.12.15 |      |
| 8    | 본 투 킬         | 132,261    | 1996.04.20 |      |
| 9    | 코르셋           | 114,777    | 1996.06.08 |      |
| 10   | 보스             | 101,078    | 1996.07.06 |      |